# Andrzej Płonka
Andrzej Płonka (ur. 3 listopada 1936 w Łodzi, zm. 2001) – polski chemik, profesor Politechniki Łódzkiej.
W 1959 ukończył studia na Wydziale Chemicznym Politechnice Łódzkiej. Na tej uczelni w 1964 roku uzyskał stopień doktora nauk chemicznych, a w 1969 roku stopień doktora habilitowanego. W 1983 roku otrzymał tytuł profesora nadzwyczajnego. W 1991 powołano go na stanowisko profesora zwyczajnego w Politechnice Łódzkiej.
W latach 1960–1965 zorganizował i kierował Pracownią Izotopową w III Klinice Chorób Wewnętrznych Wojskowej Akademii Medycznej. Od 1965 roku pracował na Politechnice Łódzkiej jako nauczyciel akademicki. Na początku lat 70. zorganizował pracownię Elektronowego Rezonansu Paramagnetycznego, którą kierował do śmierci. Pracował w dziedzinie chemii fizycznej i teoretycznej. Sformułował hipotezę wiązania jonów z ze strukturami polielektrolitowymi oraz opracował oryginalną w skali światowej teorię kinetyki reakcji w fazach skondensowanych – kinetykę dyspersyjną.
Jego dorobek naukowy obejmuje 168 publikacji, 12 prac przeglądowych, 6 monografii i 3 patenty. Wypromował 5 doktorów.